# Sociopathie
Sociopathie (du latin socius : compagnon, camarade et du grec ancien páthos (πάθος) : souffrance) est un terme de psychiatrie désignant un trouble de la personnalité, influençant principalement le comportement social de la personne atteinte.
Le terme est utilisé pour la première fois en 1909 par Karl Birnbaum[Où ?] mais n'est popularisé que dans les années 1930 par George Partridge[Où ?]. La signification actuelle du terme sociopathe se rapporte :
- soit aux personnes psychopathes, qui ne sont pas capables, ou qui sont seulement partiellement capables de ressentir de l'empathie, qui ont du mal à se mettre à la place des autres ou à se rendre compte des conséquences de leurs actions ;
- soit à des personnes qui se différencient des psychopathes et qui sont donc, entre autres, capables d'empathie (fonctionnelle) mais ont un comportement antisocial[1],[2],[3].

## Classification
Les définitions et critères sont très variables selon les différentes écoles de psychiatrie. Dans certaines d'entre elles, le terme n'est pas du tout utilisé[réf. nécessaire]. On préfère de nos jours le terme de trouble de la personnalité antisociale (parfois confondu avec des termes obsolètes comme les troubles de la personnalité amorale, asociale ou psychopathe),,.

## Nouvelle signification
Le terme sociopathe ou sociopathie a gagné en importance et a attiré l'attention en 1848 grâce à l'étude médicale d'un phénomène apparenté. La communauté scientifique prit alors conscience d'un phénomène promettant un nouveau modèle explicatif pour les troubles du comportement et de la personnalité. Ces études et explications passèrent ensuite presque à la trappe pendant une longue période. Avec l'imagerie médicale actuelle et les nouvelles connaissances en neurologie, le terme sociopathie est à nouveau utilisé[réf. nécessaire]. Depuis, il sert à désigner l'incapacité neuropathologique à développer des compétences sociales comme l'empathie, la faculté de s'identifier aux autres et le sens moral.